# Progressief Molenlanden
Progressief Molenlanden is een politieke partij in de Nederlandse gemeente Molenlanden (provincie Zuid-Holland). De partij is in 2018 opgericht door enkele PvdA-politici uit Giessenlanden en Molenwaard. Zij besloten om geen deel uit te maken van de nieuwe partij Doe mee en kozen er voor om een eigen partij op te richten die een progressief, links beleid voorstaat.
De partij haalde in november 2018 bij de gemeentelijke herindelingsverkiezingen één raadszetel. Bij de gemeenteraadsverkiezingen van 2022 werd deze zetel behouden.